# Xanthocalanus incertus
Xanthocalanus incertus är en kräftdjursart som beskrevs av Georg Ossian Sars 1920. Xanthocalanus incertus ingår i släktet Xanthocalanus och familjen Phaennidae. Inga underarter finns listade i Catalogue of Life.